# Ophir (Utah)
Ophir – miasto w Stanach Zjednoczonych, w stanie Utah, w hrabstwie Tooele.